# Sportovec roku 1968

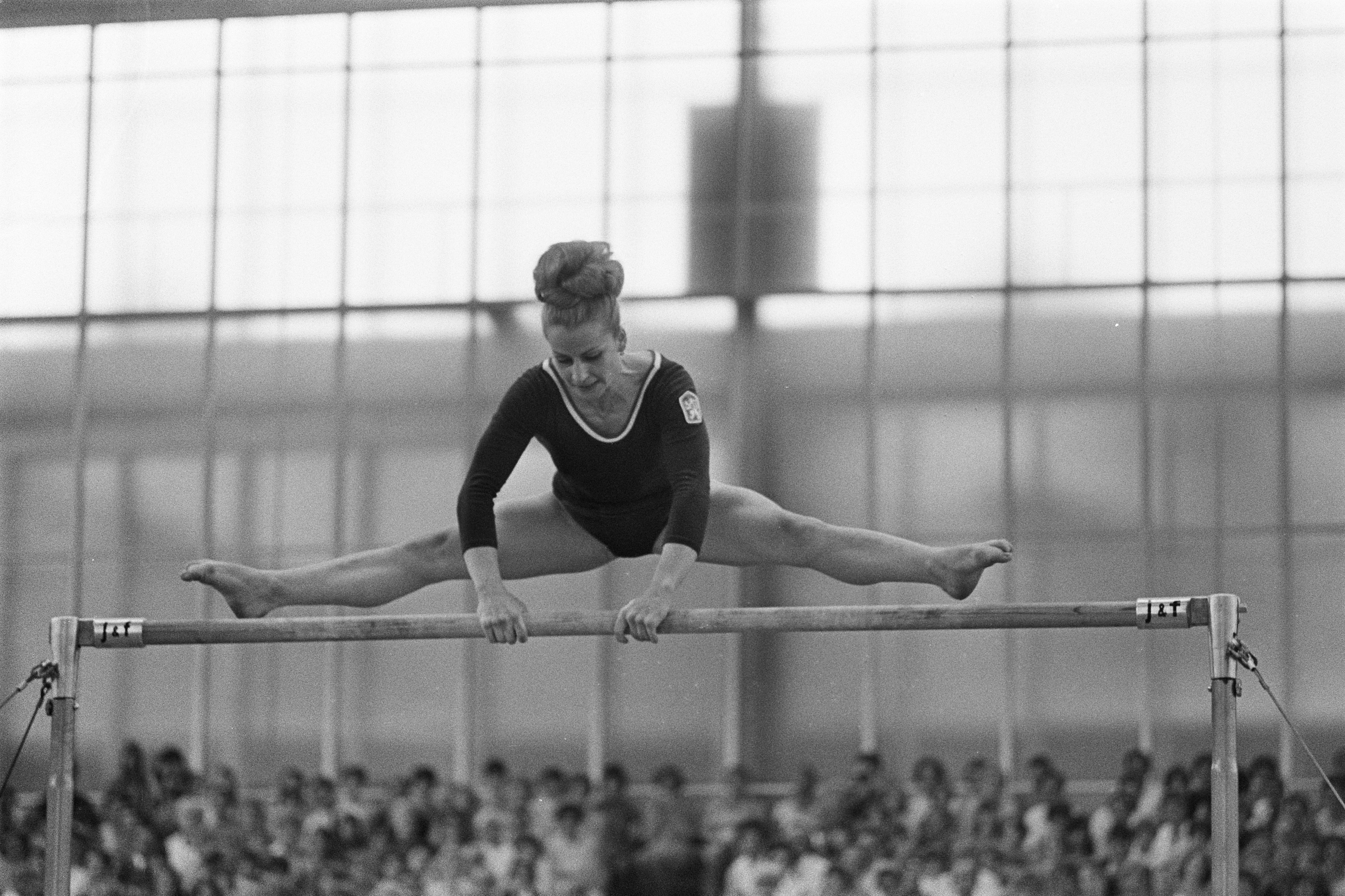
Věra Čáslavská

Sportovec roku 1968 byl desátý ročník ankety sportovních novinářů o nejlepšího sportovce Československa. Vítězem se stala sportovní gymnastka Věra Čáslavská, která si tak připsala již čtvrté vítězství a nadlouho se tak ujala vedení v historickém žebříčku. Její čtyřnásobný triumf se podařilo vyrovnat až oštěpaři Janu Železnému roku 2001. V družstvech nejvíce hlasů získala hokejová reprezentace, zejména díky stříbru na zimních olympijských hrách v Grenoblu.

## První desítka jednotlivci
1. Věra Čáslavská (sportovní gymnastika)
2. Jiří Raška (skoky na lyžích)
3. Miloslava Rezková (atletika)
4. Milena Duchková (skoky do vody)
5. Jan Kůrka (sportovní střelba)
6. Hana Mašková (krasobruslení)
7. Jan a Jindřich Pospíšilové (kolová)
8. Ludvík Daněk (atletika)
9. Petr Kment (zápas)
10. Josef Plachý (atletika)

## První trojka družstva
1. hokejisté Československa
2. družstvo sportovních gymnastek Československa
3. fotbaloví dorostenci Československa